# Чан, Фрэнки
Фрэ́нки Чан (англ. Franky Chan, кит. 陳偉明; род. 17 марта 1965 года) — бывший профессиональный игрок в снукер из Гонконга. В настоящее время работает комментатором этой игры на одном из спортивных телеканалов страны.

## Карьера
Чан стал первым профессиональным снукеристом из Гонконга, оказавшись участником мэйн-тура в 1990 году после успехов на любительской арене (в частности, после 1/2 финала любительского чемпионата мира в 1989). Наилучшие результаты Фрэнки пришлись на его дебютный сезон в туре (1990/91), когда он достиг 1/8 финала двух рейтинговых турниров — Asian Open и Dubai Classic, причём в Дубае он в 1/16-й победил Джимми Уайта. Вскоре он занял наивысшее для себя место в официальном рейтинге — 42-е. Однако за всю свою последующую профессиональную карьеру Фрэнки так и не смог добиться большего, хотя ещё дважды был в 1/16 финала других крупных соревнований (British Open 1991 и British Open 1993), а в 1992 — четвертьфиналистом мини-рейтингового Strachan Open. В итоге, в 1995 году он прекратил своё участие в мэйн-туре, хотя и продолжил играть в бильярд (не только в снукер) на любительском уровне.